# Supercoppa del Portogallo 1996 (hockey su pista)
La Supercoppa del Portogallo 1996 è stata la 14ª edizione dell'omonima competizione portoghese di hockey su pista. Il torneo non fu disputato e il trofeo è stato assegnato al Porto al decimo successo nella sua storia.

## Squadre partecipanti
| Club     | Qualificazione                       | Partecipazioni precedenti (il grassetto indica la vittoria) |
| -------- | ------------------------------------ | ----------------------------------------------------------- |
| Barcelos | Detentore della 1ª Divisão           | 1992, 1993                                                  |
| Porto    | Detentore della Coppa del Portogallo | 1983, 1984, 1985, 1986, 1987, 1988, 1989, 1990, 1991        |

## Risultati
| Squadra 1 | Totale | Squadra 2 | Andata | Ritorno |
| --------- | ------ | --------- | ------ | ------- |
| Barcelos  | n.d.   | Porto     |        |         |